# Brenda Bedford
Brenda Bedford (Brenda Rose Bedford, geb. Sawyer; * 4. September 1937) ist eine ehemalige britische Kugelstoßerin und Diskuswerferin.
1966 wurde sie für England startend bei den British Empire and Commonwealth Games in Kingston jeweils Sechste im Kugelstoßen und Diskuswurf.
Im Kugelstoßen wurde sie bei den Europäischen Hallenspielen 1968 in Madrid Siebte und bei den Leichtathletik-Europameisterschaften 1969 in Athen Elfte.
Bei den British Commonwealth Games wurde sie 1970 in Edinburgh Fünfter im Kugelstoßen sowie Sechste im Diskuswurf und 1974 in Christchurch Sechste im Kugelstoßen.
Im Kugelstoßen wurde sie sechsmal Englische Meisterin (1966, 1967, 1969, 1973, 1975, 1977) und fünfmal Englische Hallenmeisterin (1967, 1969, 1971, 1973, 1975).

## Persönliche Bestleistungen
- Kugelstoßen: 16,29 m,	26. Mai 1976, London
  - Halle: 15,46 m, 21. Februar 1976, Cosford
- Diskuswurf: 50,57 m, 24. August 1968, Twickenham